# Jüdisches Museum Rendsburg

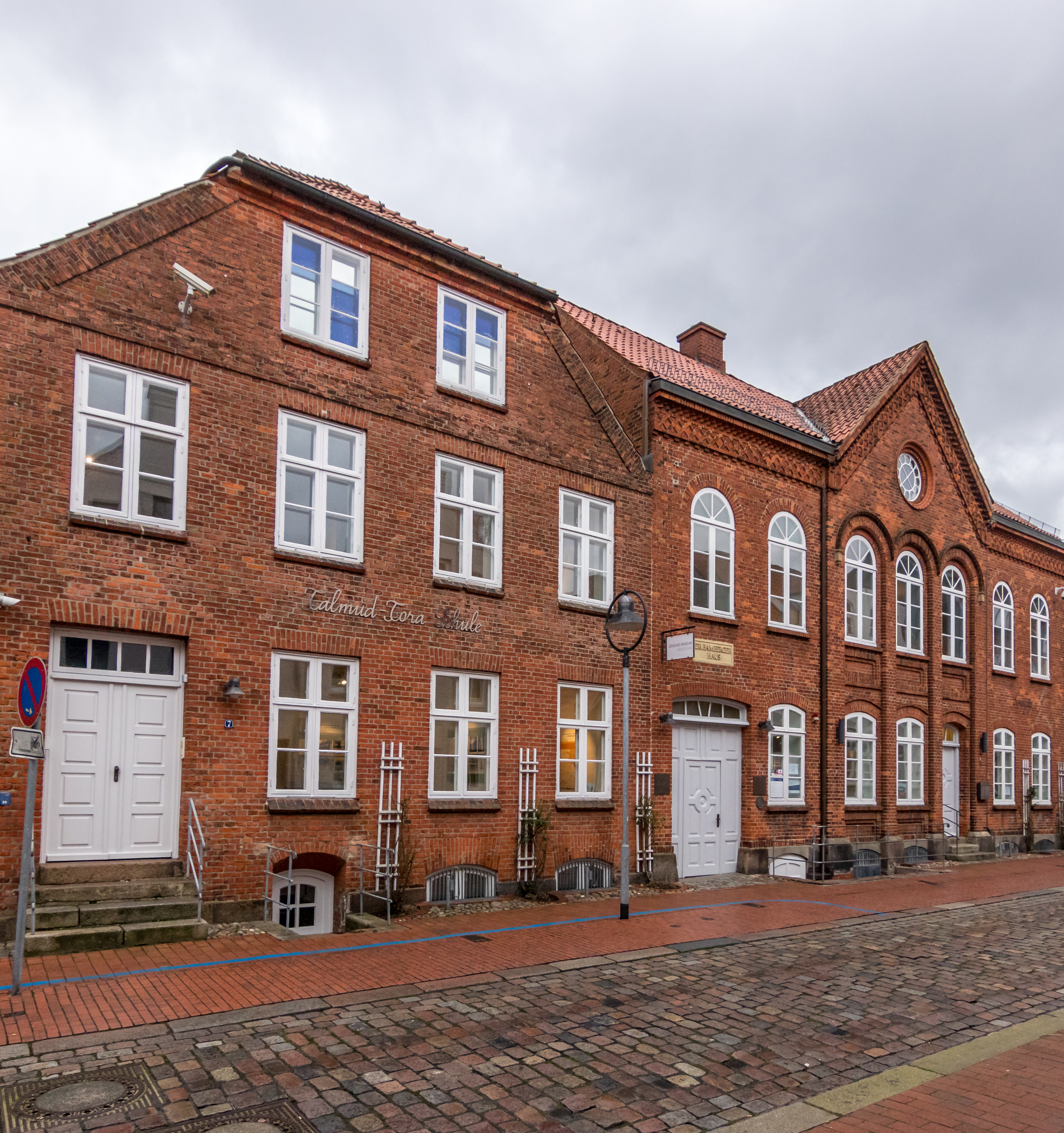
Das Jüdische Museum Rendsburg: Vorn die Talmud-Tora-Schule, dahinter das Dr.-Bamberger-Haus (2017)

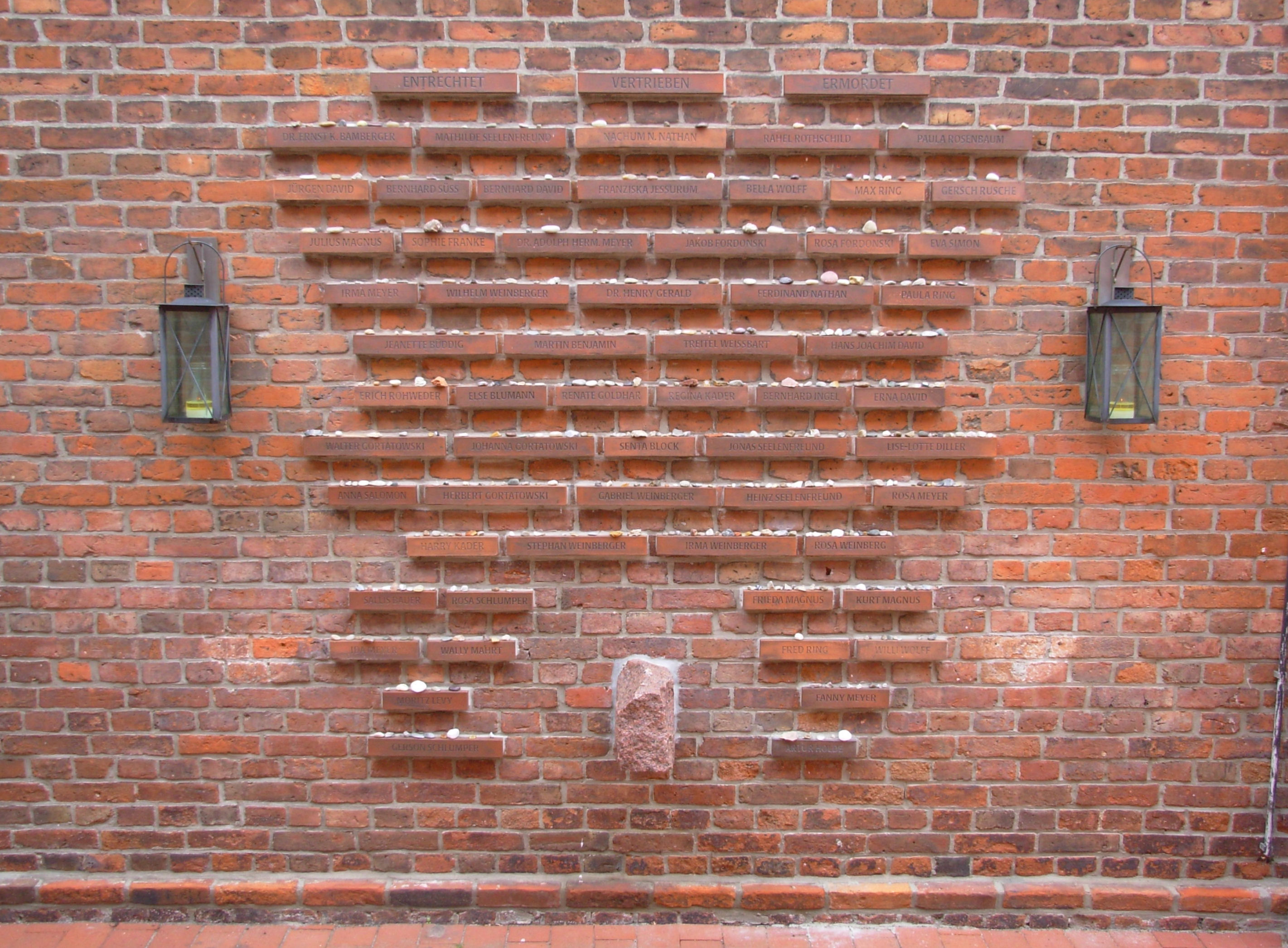
Die Gedenkmauer im Jüdischen Museum Rendsburg (2008)

Das Jüdische Museum Rendsburg ist eine kulturelle Begegnungsstätte und eines der wenigen Jüdischen Museen im norddeutschen Raum.

## Geschichte
Das Jüdische Museum Rendsburg ist das zweitälteste in Deutschland. Es befindet sich seit seiner Eröffnung am 6. November 1988 in dem baulich vollständig erhaltenen Gemeindezentrum der ehemaligen jüdischen Gemeinde Rendsburg, aus dem bereits im März 1985 nach jahrelanger missbräuchlicher Nutzung als Fischräucherei und Lagerhalle ein Kulturzentrum eingerichtet wurde, das seitdem den Namen Dr.-Bamberger-Haus trägt. Damit erinnert es an den beliebten Arzt Dr. Ernst Bamberger, der in der Zeit des Nationalsozialismus als Jude verfolgt und in den Selbstmord getrieben wurde.
Die Geschichte der jüdischen Gemeinde in Rendsburg beginnt Ende des 17. Jahrhunderts, als der dänische König Christian V. aus militärischen Gründen den Stadtteil Neuwerk bauen ließ und wie bei Altona, Glückstadt und Friedrichstadt für religiöse Minderheiten öffnete, um Neubürger zu gewinnen.
Zu dem selten gut erhaltenen Bauensemble gehören die frühere Synagoge mit Mikwe und Frauenempore sowie die frühere Talmud-Tora-Schule. Der 1695 angelegte jüdische Friedhof Westerrönfeld ist zu Teilen noch erhalten und kann besichtigt werden.
Das bis dahin gewerblich genutzte Gebäude wurde 1981 unter Denkmalschutz gestellt und ein Jahr später von der Stadt Rendsburg gekauft. Die Restaurierung wurde 1985 abgeschlossen. Der ehemaligen Synagoge, dem Architekten der Restauration Horst Krug und der Stadt Rendsburg wurden 1986 die international anerkannte Europa-Nostra-Verdienstmedaille für Denkmalpflege verliehen.

## Museum

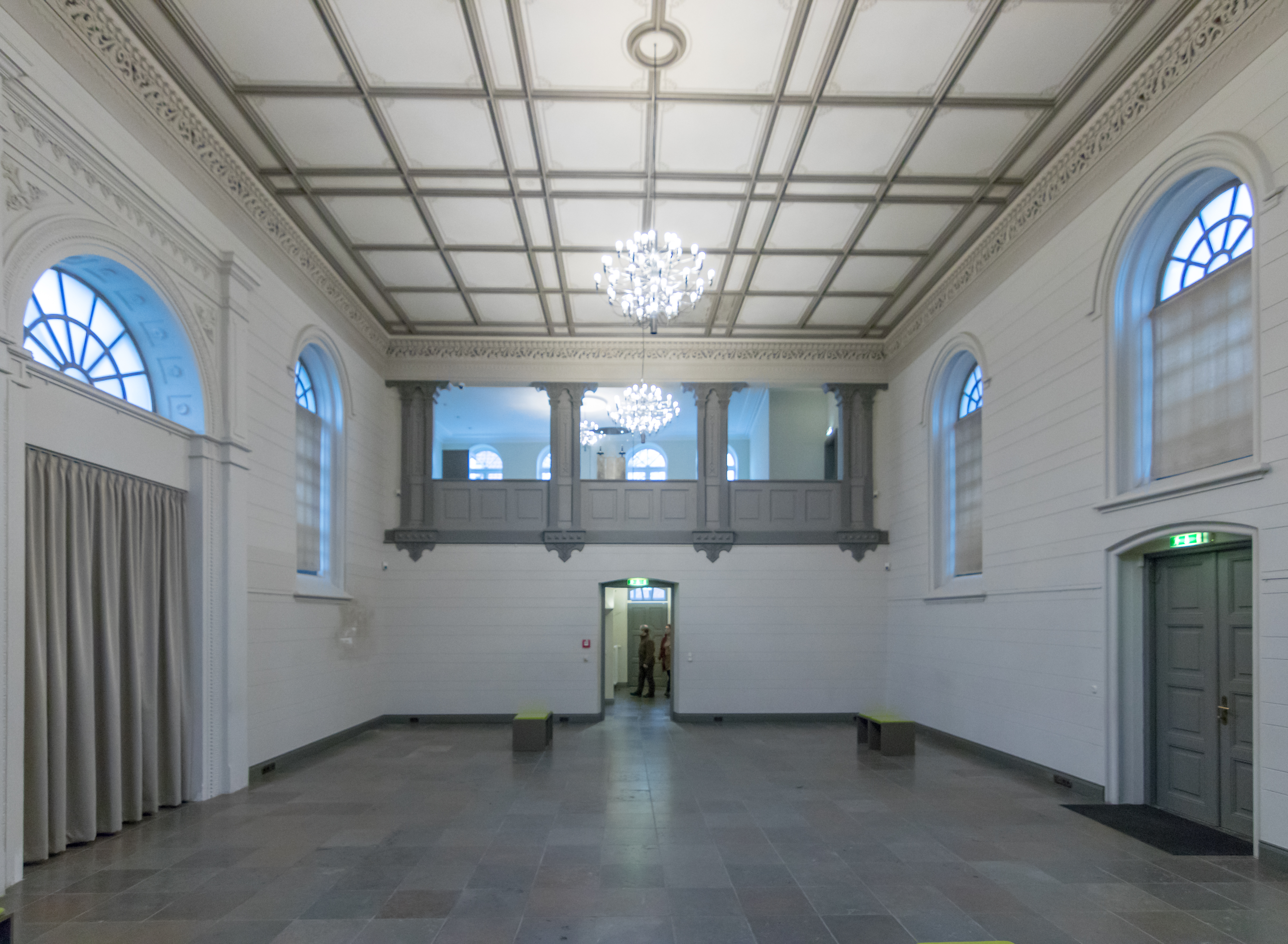
Blick in den Gebetsraum mit Frauenempore

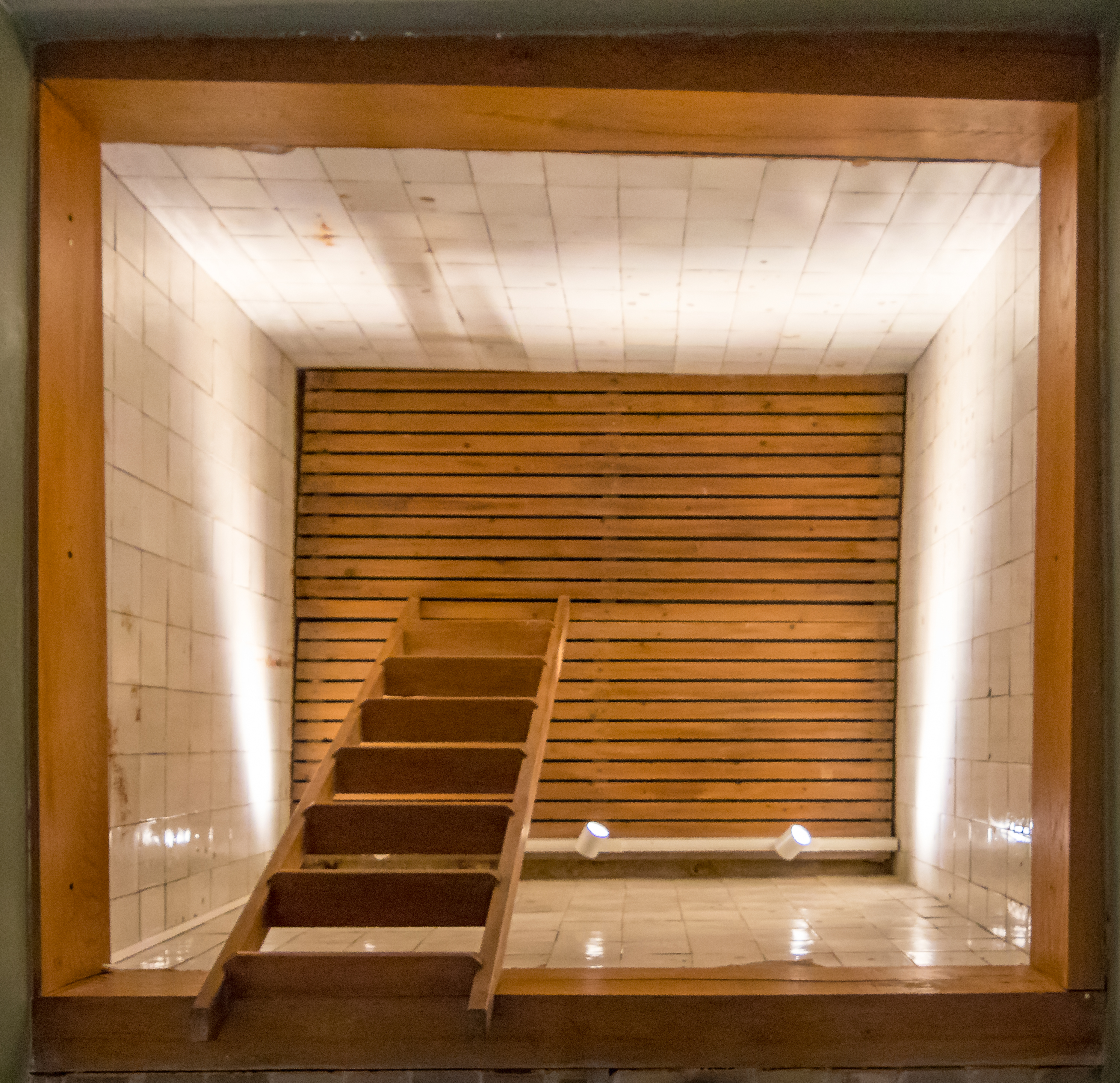
Mikwe

Neben der Bedeutung des erhaltenen Baudenkmals ragt die museologische Tätigkeit des Jüdischen Museums Rendsburg heraus, das seit 2002 zur Stiftung Schleswig-Holsteinische Landesmuseen Schloss Gottorf gehört: In den Räumen der Synagoge und denen der ehemaligen Talmud-Tora-Schule befinden sich drei Dauerausstellungen. Auf der Frauenempore und im benachbarten Versammlungszimmer wird die jüdische Religion hinsichtlich der Feiertage im Jahreslauf, im Haus und im Leben des Judentums vermittelt. Im Obergeschoss der ehemaligen Talmud-Tora-Schule werden bedeutende Werke von Künstlerinnen und Künstlern gezeigt, die in der NS-Zeit als Juden verfolgt wurden (zum Beispiel Max Liebermann, Felix Nussbaum oder Ludwig Meidner). Außerdem gibt eine wissenschaftliche Dokumentation im Erdgeschoss Einblick in die Geschichte der Juden in Schleswig-Holstein (zu dem bis 1937 Altona gehörte).
1991 wurde das Museum durch zwei Häuser, die an den Innenhof angrenzen, erweitert. In ihnen findet sich der Bereich der Wechselausstellungen. In drei bis fünf Schauen pro Jahr wird das Jüdische in seiner religiösen, historischen sowie künstlerischen und kulturellen Dimension thematisiert.
Kurz nach der Eröffnung des Museums wurde die Veranstaltungsreihe „Novembertage“ eingerichtet, die nicht nur in der Region zu einer Institution wurde, sondern mit ihren Lesungen, Theaterstücken, Filmen, Konzerten und vielen anderen Formaten Vorbild für andere Begegnungsstätten im jüdischen Kontext wurde.